# Serra de Boix
La Serra de Boix és una serra situada al municipi d'Ivars de Noguera a la comarca de la Noguera, amb una elevació màxima de 657 metres.